# 314
314是自然数，介於313和315之間。

## 數學性質
- 合數，正因數有1、2、157和314。
質因數分解為{\displaystyle 2\times 157}。
- 虧數，真因數和為160，虧度為154。
- 不尋常數，大於平方根的質因數為157。
- 第100個半質數。前一個為309。
- 無平方數因數的數。
- 十进制的奢侈數。
- 314/100 = 3.14 是圓周率π的近似値。
- 第100個半素数，前一個是309、後一個是319。
- 314的十二进制是222，是迴文數
- 314的二十进制是FE，為兩個相鄰的英文字母
- 十二進位中是快樂數，是145到679中僅有的一個

## 天文領域
- NGC 314 是玉夫座的一個星系。
- IC 314是波江座的一個星系。
- 三角座星系（也稱為M33或NGC 598）是位於三角座的一個螺旋星系，距離大約314萬光年。

## 其他領域
- 314年
- 前314年
- 3月14日是圓周率日，跟白色情人節是同一天。
- 314國道
- 城巴314線
- 日本國道314号（日语：国道314号）（廣島縣福山市～島根縣雲南市間）
- 奥出雲圓環（日语：奥出雲おろちループ）（日本國道314号（日语：国道314号））
- 314事件
- 波音314
- 扈姓是在《百家姓》中排第314位的姓氏，是中文姓氏之一，在現代它是極罕見的姓氏。
- 北美洲電話區號314號是密蘇里州 (聖路易斯, Florissant, Crestwood, Affton, Granite City and surrounding suburbs)
- 英國鐵路314型電力動車組